# Clovertown
Clovertown (o Cloverton) era una versione a 4 core di Woodcrest, uno dei tanti stadi evolutivi della CPU Intel Xeon DP per sistemi biprocessore, che continuava a far parte della piattaforma Bensley, arrivato sul mercato 14 novembre 2006.

## Caratteristiche tecniche

### Processo produttivo
Si trattava, in buona sostanza, di 2 Woodcrest (processori dual core) montati sullo stesso package e connessi tra loro con un bus che in alcune versioni raggiungeva i 1333 MHz, mentre in altre rimaneva a 1066 MHz. Clovertown era quindi costruito secondo un approccio ibrido in quanto i 2 core Woodcrest venivano costruiti su Die Monolitico e collegati secondo un approccio a Die Doppio. Essendo l'unione di 2 Woodcrest, erano presenti 2 cache L2 di 4 MB ciascuna (ognuna per ciascuna coppia di core del Die Monolitico) per un totale di 8 MB. A parziale conferma di quanto detto, è sufficiente osservare che sia il numero di transistor che la superficie di Clovertown erano esattamente doppia della sua controparte dual core e cioè 582 milioni di transistor per una superficie totale di 286 mm².
Il consumo di Clovertown era mediamente di 80 W; più precisamente, questo era il consumo delle versioni "tipiche" di Clovertown, vale a dire quelle più numerose ed indicate nel processor number dalla lettera 'È. Intel però progettò altre 2 versioni di Clovertown, a basso voltaggio (LV) e "Performance Optimized". La prima consumava circa 50 W e veniva indicata dalla lettera 'L', mentre la seconda, specificatamente pensata per offrire il massimo delle prestazioni possibili, arrivava fino a 120 W ed era indicata dalla lettera 'X'.

#### Sfruttamento della cache L2
Nei processori dual core e multi core si pone il problema di come sfruttare la grande dotazione di cache L2 e come gestirne l'accesso da parte dei vari core. I diversi approcci di costruzione cui si è accennato poco sopra, comportano pro e contro relativamente ai metodi di fruizione di questa preziosa memoria aggiuntiva. Buona parte di questi aspetti è evidenziata nella voce Architettura dual core#Architettura della cache condivisa, in cui si fa riferimento anche ad altri processori che sfruttano i differenti approcci.

### Chipset supportato
Per la connessione alla motherboard era stato mantenuto il Socket 771, utilizzato già da Woodcrest e introdotto dal processore Dempsey. Anche il chipset rimase lo stesso, Blackford, in grado di supportare ufficialmente la frequenza di BUS a 1333 MHz, memorie RAM FB-DIMM e, cosa ancor più importante, un BUS indipendente per ciascun socket. Si tratta di una caratteristica che se risulta importante per i processori dual core, che condividono così il BUS tra 2 soli core, risulta ancor più determinante, per evitare i colli di bottiglia in una soluzione a 4 core, potendo così condividere il BUS tra "soli" 4 core, invece che avere un unico BUS per tutto il sistema e quindi doverlo condividere tra 8 core totali, come sarebbe accaduto se Intel avesse continuato ad utilizzare l'approccio impiegato fino al chipset precedente a Blackford, l'iE8500 (conosciuto anche come TwinCastle).

### Tecnologie implementate
Derivando da Woodcrest, Clovertown implementava MMX, SSE, SSE2 e SSE3 in versione migliorata rispetto a come vennero originariamente introdotte nel processore Pentium 4 Prescott. Non mancano ovviamente XD-bit, EM64T e Vanderpool, estensioni ormai "obbligatorie" da parte di Intel. La tecnologia Hyper-Threading invece non venne implementata, cosa che del resto Intel fece anche con Woodcrest, dato che sembra che tale tecnologia non fosse efficiente in presenza di processori basati sull'architettura Intel Core Microarchitecture.

## Variante per i server multiprocessore: Clovertown MP?
Nella primavera del 2006 Intel aveva dichiarato che sarebbe esistita anche una variante di Clovertown, espressamente pensata per i server multiprocessore, chiamata Clovertown MP, e che sarebbe quindi andata a far parte della famiglia Xeon MP affiancandosi a quelli prodotti con core Tulsa; il successore comune di Tulsa e Clovertown MP sarebbe stato Tigerton nel terzo trimestre 2007. A settembre 2007 poi arrivò Tigerton senza che venisse più menzionato Clovertown MP, non è escluso che Intel abbia di fatto rinominato il core Clovertown MP, in "Tigerton", in modo da differenziare maggiormente le offerte. Del resto anche Tigerton è il sostituto di quello che doveva essere il vero successore dello Xeon MP Tulsa, vale a dire Whitefield (poi abbandonato). Le caratteristiche tecniche di Tigerton sono infatti molto simili a quelle di Clovertown e questo fatto, abbinato all'avvenuto rilascio di quello che avrebbe dovuto essere il successore di Clovertown MP, non ancora annunciato, non fa altro che confermare l'ipotesi.

## Prezzi dei modelli al lancio
L'arrivo sul mercato coincise con la presentazione della controparte di Clovertown per il settore desktop, vale a dire il Core 2 Extreme basato sul core Kentsfield, molto simile, a livello di architettura, a Clovertown, al punto da venir utilizzato anche in alcune particolari versioni di Xeon UP per sistemi monoprocessore.
Se Woodcrest era alla base dei processori Xeon della serie 51xx, e Dempsey era alla base della serie 50xx (ma basato su architettura NetBurst), Clovertown portò con sé la nuova serie 53xx che, per l'occasione, si portò dietro anche un'altra novità, nel nome: infatti, come accennato sopra, al numero che indica il modello venne associata anche una lettera che ne indicava la classe energetica, al pari di quanto accade anche con i processori Core 2 Duo. Di seguito i modelli disponibili al momento del lancio sul mercato e il loro prezzo al pubblico:
- Xeon DP X5355 - 1172 $
- Xeon DP E5345 - 851 $
- Xeon DP E5320 - 690 $
- Xeon DP E5310 - 455 $

Inoltre nel corso del 2007 sono state presentate anche i seguenti modelli, compresi alcuni LV (Low Voltage) a voltaggio ridotto:
- Xeon DP X5365 - 1172 $
- Xeon DP E5350
- Xeon DP E5340
- Xeon DP E5330
- Xeon DP L5335 - 380 $ (arrivato in un secondo tempo)
- Xeon DP L5320 - 519 $
- Xeon DP L5310 - 455 $

## Piattaforma V8
Per contrastare la piattaforma 4x4 di AMD (ovvero la piattaforma formata da 2 processori Athlon 64 FX dual core) Intel annunciò lo sviluppo di V8 Skulltrail, una propria nuova piattaforma che, come il nome lascia intendere, prevede la presenza di ben 8 core. Pur essendo indirizzata al mercato desktop, quindi a quello dei videogiocatori più esigenti, per realizzarla è stato necessario appoggiarsi a 2 Xeon DP a 4 core Clovertown, dato che la controparte desktop, Kentsfield, non supportava configurazioni multiprocessore.
V8 si differenzia dalla 4x4 di AMD (il cui sviluppo è poi stato sospeso dalla casa produttrice) soprattutto per il numero di core messi a disposizione: 8 per Intel contro i 4 della soluzione AMD.

## Modelli
La tabella seguente mostra i modelli di Xeon DP, basati su core Clovertown, arrivati sul mercato. Molti di questi condividono caratteristiche comuni pur essendo basati su diversi core; per questo motivo, allo scopo di rendere maggiormente evidente tali affinità e "alleggerire" la visualizzazione alcune colonne mostrano un valore comune a più righe. Di seguito anche una legenda dei termini (alcuni abbreviati) usati per l'intestazione delle colonne:
- Nome Commerciale: si intende il nome con cui è stato immesso in commercio quel particolare esemplare.
- Data: si intende la data di immissione sul mercato di quel particolare esemplare.
- N°Core: si intende il numero di core montati sul package: 1 se "single core" o 2 se "dual core".
- Socket: lo zoccolo della scheda madre in cui viene inserito il processore. In questo caso il numero rappresenta oltre al nome anche il numero dei pin di contatto.
- Clock: la frequenza di funzionamento del processore.
- Molt.: sta per "Moltiplicatore" ovvero il fattore di moltiplicazione per il quale bisogna moltiplicare la frequenza di bus per ottenere la frequenza del processore.
- Pr.Prod.: sta per "Processo produttivo" e indica tipicamente la dimensione dei gate dei transistors (180 nm, 130 nm, 90 nm) e il numero di transistor integrati nel processore espresso in milioni.
- Voltag.: sta per "Voltaggio" e indica la tensione di alimentazione del processore.
- Watt: si intende il consumo massimo di quel particolare esemplare.
- Bus: frequenza del bus di sistema.
- Cache: dimensione delle cache di 1º e 2º livello.
- XD: sta per "XD-bit" e indica l'implementazione della tecnologia di sicurezza che evita l'esecuzione di codice malevolo sul computer.
- 64: sta per "EM64T" e indica l'implementazione della tecnologia a 64 bit di Intel.
- HT: sta per "Hyper-Threading" e indica l'implementazione della esclusiva tecnologia Intel che consente al sistema operativo di vedere 2 core logici.
- ST: sta per "SpeedStep Technology" ovvero la tecnologia di risparmio energetico sviluppata da Intel e inserita negli ultimi Pentium 4 Prescott serie 6xx per contenere il consumo massimo.
- VT: sta per "Vanderpool Technology", la tecnologia di virtualizzazione che rende possibile l'esecuzione simultanea di più sistemi operativi differenti contemporaneamente.

| Nome Commerciale | Data        | Socket | N°Core | Clock    | Molt. | Pr.Prod.       | Voltag. | Watt  | Bus      | Cache              | XD | 64 | HT | ST | VT |
| ---------------- | ----------- | ------ | ------ | -------- | ----- | -------------- | ------- | ----- | -------- | ------------------ | -- | -- | -- | -- | -- |
| Xeon DP E5310    | 14/nov/2006 | 771    | 4      | 1,6 GHz  | 6x    | 65 nm 582 mil. | 1,24 V  | 80 W  | 1066 MHz | L1=4x64KB L2=2x4MB | Sì | Sì | No | Sì | Sì |
| Xeon DP E5320    | 14/nov/2006 | 771    | 4      | 1,86 GHz | 7x    | 65 nm 582 mil. | 1,24 V  | 80 W  | 1066 MHz | L1=4x64KB L2=2x4MB | Sì | Sì | No | Sì | Sì |
| Xeon DP E5345    | 14/nov/2006 | 771    | 4      | 2,33 GHz | 7x    | 65 nm 582 mil. | 1,24 V  | 80 W  | 1333 MHz | L1=4x64KB L2=2x4MB | Sì | Sì | No | Sì | Sì |
| Xeon DP X5355    | 14/nov/2006 | 771    | 4      | 2,66 GHz | 8x    | 65 nm 582 mil. | 1,24 V  | 120 W | 1333 MHz | L1=4x64KB L2=2x4MB | Sì | Sì | No | Sì | Sì |
| Xeon DP E5330    | 11/dic/2006 | 771    | 4      | 2,13 GHz | 8x    | 65 nm 582 mil. | 1,24 V  | 80 W  | 1066 MHz | L1=4x64KB L2=2x4MB | Sì | Sì | No | Sì | Sì |
| Xeon DP E5340    | 11/dic/2006 | 771    | 4      | 2,4 GHz  | 9x    | 65 nm 582 mil. | 1,24 V  | 80 W  | 1066 MHz | L1=4x64KB L2=2x4MB | Sì | Sì | No | Sì | Sì |
| Xeon DP E5350    | 11/dic/2006 | 771    | 4      | 2,66 GHz | 10x   | 65 nm 582 mil. | 1,24 V  | 80 W  | 1066 MHz | L1=4x64KB L2=2x4MB | Sì | Sì | No | Sì | Sì |
| Xeon DP E5335    | 11/dic/2006 | 771    | 4      | 2,0 GHz  | 6x    | 65 nm 582 mil. | 1,24 V  | 80 W  | 1333 MHz | L1=4x64KB L2=2x4MB | Sì | Sì | No | Sì | Sì |
| Xeon DP X5365    | 13/ago/2007 | 771    | 4      | 3,0 GHz  | 9x    | 65 nm 582 mil. | 1,24 V  | 120 W | 1333 MHz | L1=4x64KB L2=2x4MB | Sì | Sì | No | Sì | Sì |
| Xeon DP L5310    | 12/mar/2007 | 771    | 4      | 1,6 GHz  | 6x    | 65 nm 582 mil. | 1,10 V  | 50 W  | 1066 MHz | L1=4x64KB L2=2x4MB | Sì | Sì | No | Sì | Sì |
| Xeon DP L5320    | 12/mar/2007 | 771    | 4      | 1,86 GHz | 7x    | 65 nm 582 mil. | 1,10 V  | 50 W  | 1066 MHz | L1=4x64KB L2=2x4MB | Sì | Sì | No | Sì | Sì |
| Xeon DP L5335    | 13/ago/2007 | 771    | 4      | 2 GHz    | 6x    | 65 nm 582 mil. | 1,19 V  | 50 W  | 1333 MHz | L1=4x64KB L2=2x4MB | Sì | Sì | No | Sì | Sì |

Nota: la tabella soprastante è un estratto di quella completa contenuta nella pagina dello Xeon.

## Il successore
Il successore di Clovertown fu Harpertown (a volte chiamato anche "Harperstown") arrivato a novembre 2007; si tratta del primo Xeon DP a venire prodotto a 45 nm e integra fino a 12 MB di cache L2 e BUS fino a 1600 MHz.